# Àfrica Oriental Portuguesa
Àfrica Oriental Portuguesa fou el nom donat el 1836 a la colònia portuguesa coneguda com a Moçambic, Zambèzia i Sofala. El nom no va arrelar i va acabar prevalent el de Moçambic, derivat de la principal capitania portuguesa, Ilha de Moçambique, que era la capital i residència del governador.

## Denominacions oficials
Al llarg de la seva història, l'Àfrica Oriental Portuguesa va tenir les següents designacions oficials:
- Capitania de Sofala (1501-1569);
- Capitania de Moçambique e Sofala (1570-1676);
- Capitania-Geral de Moçambique e Rios de Sofala (1676-1836);
- Província de Moçambique (1836-1891);
- Estado da África Oriental (1891-1893);
- Província de Moçambique (1893-1926);
- Colónia de Moçambique (1926-1951);
- Província de Moçambique (1961-1972);
- Estado de Moçambique (1972-1975).

Cal observar que en el període 1891-1893, la designació "Província de Moçambique" corresponia a penes a una de les dues subdivisions de l'Estat d'Àfrica Oriental (l'altra es designava "Província de Lourenço Marques").
També cal observar que, a partir de 1911, el terme "colónia" començà a ser usat com a terme alternatiu al de "província", per designar Moçambic. A partir de la promulgació de la nova Carta Orgânica da Colónia de Moçambique en 1926, va prevaler la designació "Colónia de Moçambique", tot i que va continuar usant-se ocasionalment la designació "Província de Moçambique" fins 1951, quan aquesta última tornà a ser l'única designació oficial.

## Panoràmica
El territori es va formar inicialment amb llocs de comerç i posteriorment en colonies portugueses en el litoral, quan Vasco da Gama va explorar la costa de Moçambic en 1498. Lourenço Marques va explorar l'àrea que avui és la badia de Maputo en 1544. Ell es va establir definitivament en l'actual Moçambic, on va passar la major part de la seva vida i seu treball va ser seguit per altres exploradores, mariners i comerciants portuguesos.
Va estar sota dependència del virrei de l'Índia Portuguesa fins al 1752, i va constituir tres capitanies dependents de la corona portuguesa entre 1752 i 1836. Algunes d'aquestes colònies van ser lliuris a la fi del segle xix per a ser governades per empreses arrendatàries, com la Companyia de Moçambic i la Companyia del Niassa. Les colònies que formaven el que es coneixia com a Àfrica Oriental Portuguesa eren (de nord a sud):
- Lourenço Marques, avui Maputo, capital de Moçambic.
- Inhambane.
- Manica i Sofala (administrades fins a 1942 per la Companyia de Moçambic).
- Quelimane i Tete (inicialment separades, però unides posteriorment com Zambézia).
- Moçambic (ara Nampula).
- Niassa (administrada fins a 1929 per la Companyia de Niassa)

Després de la Primera Guerra Mundial, Portugal va obtenir de la colònia alemanya de Tanganica el port de Kionga. En 1951, les colònies van ser combinades en una única província en l'exterior sota el nom de Moçambic, com a part integrant de Portugal. La majoria de les colònies originals van donar els seus noms per a les províncies de l'actual Moçambic.
Moçambic, d'acord amb la política oficial, no era una colònia, però abans una part de la "nació pluricontinental i multirracial" portuguesa. A Moçambic, com a totes les seves colònies, Portugal va intentar europeïtzar la població local i assimilar-la a la cultura portuguesa. Lisboa també volia mantenir les colònies com a parcel·les comercials i mercats per als seus productes. Els habitants africans de la colònia van acabar per ser, suposadament, col·locats en la posició de ciutadans de ple dret, amb plens drets polítics a través d'un procés de desenvolupament de llarg termini. Per a l'efecte, la segregació en Moçambic era mínima es comparada amb a de la veïna Sud-àfrica. No obstant això, el treball forçat, a què tots els africans eren obligats si no pagaven impostos, no va ser abolit fins a l'inici dels anys 1960.